# Duo Datz
Duo Datz (bijnamen: De Datzim en Datz & Datza) was een Israëlische muzikale groep bestaande uit het echtpaar Orna en Moshe Datz. 
Ze namen hun eerste album The Way of love in 1985 op. Ze hebben een gevarieerd repertoire vanaf kinderen tot middle of the road-muziek. Het Duo Datz maakte onder andere video's en DVD's voor kinderen. Moshe Datz compineerde vele liedjes voor het duo. 
Duo Datz deed tweemaal een worp naar het Eurovisiesongfestival. Ze namen deel aan het Kdam 1987 met Kupidon, waar ze als en 4de eindigden. Vier jaar later wonnen ze het Kdam 1991 met Kan (Hebreeuws voor "hier"), waardoor ze werden afgevaardigd naar het Eurovisiesongfestival 1991 in Rome. Samen met Zweden en Frankrijk werd gedurende de hele puntentelling om de eindzege gestreden. Bij de laatste stemronde (van Italië) lag Zweden slechts 7 punten voor op Israël en 12 punten op Frankrijk. Punt na punt werd vergeven door Rome, maar er ging geen enkel punt naar de drie landen die bovenaan stonden – totdat de 12 punten aan Frankrijk gegeven werden en een gelijke stand ontstond: Zweden en Frankrijk hadden elk 146 punten en Israël 139 punten. bij een gelijke stand gekeken zou worden naar welk land de meeste topscores (12 punten) had behaald. Aangezien beide landen even vaak 12 punten hadden gekregen (allebei vier keer), werd er gekeken naar het aantal malen 10 punten. Met een 5-2-voordeel werd de Zweedse Carola Häggkvist met haar up-tempo Fångad av en stormvind tot winnares uitgeroepen.
Op 22 december 2006 ging het echtpaar uit elkaar. 